# Irène de Trébert
Irène de Trébert, (6 de febrer, 1921 a bord del transatlàntic Pierre le Grand - Sant Joan Lohitzune, 13 de maig, 1996), va ser una cantant, ballarina i actriu francesa.

## Biografia
Irène de Trébert era filla de Victor de Trébert i la seva dona Olga Gheiring. Una petita rata d'òpera des dels cinc anys, Irène de Trébert va protagonitzar la companyia de comèdia musical Le Bon petit diable, composta completament per nens i dirigida per Joë Bridge, qui va contribuir a fer-la famosa.

## Els Zazous
Johny Hess va cantar "Je suis swing" (Sóc el swing) el 1938 i va popularitzar la moda del zazou, que va ser mal vista dos anys més tard per les autoritats d'ocupació alemanyes. En aquests temps bèl·lics, els balls on la gent es tocava i ballava estaven prohibits; però els joves burgesos resisteixen i volen escoltar jazz i sobretot "swing".
A partir del 1941, aquesta tendència va prendre força: Django Reinhardt, Stéphane Grapelli (Django —el gitano— fins i tot va actuar en directe a Radio-Paris); Réda Caire cantava Swing swing, Madame. Els joves es tornaven així "zazous" com a la cançó de Johnny Hess: Je suis zazou, zazoué; Hess tenint a l'orella Zah, zuh, zah de Cab Calloway del 1933.
Així doncs, era natural que el 1941 Irène de Trébert protagonitzés "Mademoiselle Swing", una comèdia musical de Richard Pottier, dedicada completament a la seva glòria i destinada a promocionar les seves cançons.
El 1942, Irène de Trébert es va casar amb el músic i director d'orquestra Raymond Legrand, una parella que donaria a llum un fill, Michel-Patrick Legrand (mig germà del compositor Michel Legrand). La parella es va separar el 1945.
Irène de Trébert és un dels símbols del swing francès i del moviment zazou. També va ser cantant i ballarina de claqué.
Està enterrada al cementiri de Vaucresson a Hauts-de-Seine.

## Repertori
- Ah ! la belle chanson
- Au Quatrième Top (el cor serveix per a certs sonas o de canvis de temps de Radio Nova : "Un vol de libellules…)
- Mademoiselle Swing (1942)[8]
- Je t'aime
- Stop

## Filmografia
- 1938 : Trois Artilleurs à l'opéra d'André Chotin - Nicole Ducouret
- 1942 : Mademoiselle Swing de Richard Pottier - Irène Dumontier
- 1951 : Musique en tête de Georges Combret i Claude Orval - Monique
- 1951 : Monsieur Octave de Maurice Téboul
- 1951 : Le Roi du bla bla bla de Maurice Labro - Juliette
- 1951 : La Garçonnière de Claude Orval (curt métratge)
- 1952 : Duel à Dakar de Georges Combret i Claude Orval - Irène
- 1952 : Ce coquin d'Anatole de Émile Couzinet - Hélène de Bellefeuille

## Teatre
Opereta

- Opérette

1946 : La Bonne Hôtesse opereta de Jean-Jacques Vital i Serge Veber, posada en escena per Fred Pasquali, Alhambra